# Stagonopatella aeruginosa
Stagonopatella aeruginosa är en svampart som beskrevs av Petr. 1927. Stagonopatella aeruginosa ingår i släktet Stagonopatella, divisionen sporsäcksvampar och riket svampar.   Inga underarter finns listade i Catalogue of Life.